# Steve MacKay
Pour les articles homonymes, voir MacKay.
 (octobre 2015).
Si vous disposez d'ouvrages ou d'articles de référence ou si vous connaissez des sites web de qualité traitant du thème abordé ici, merci de compléter l'article en donnant les références utiles à sa vérifiabilité et en les liant à la section « Notes et références ».
Steve Mackay est un saxophoniste américain né le 25 septembre 1949 à Grand Rapids (Michigan) et mort le 11 octobre 2015 à Daly City (Californie)[réf. nécessaire].
Il est notamment connu pour avoir accompagné le groupe The Stooges en 1970 (album Fun House), puis à nouveau depuis leur reformation en 2003 jusqu'à sa mort.

## Biographie

### Carrière

#### The Stooges
En 1970, Steve Mackay s'est fait remarquer par Iggy Pop grâce à sa collaboration avec le groupe Carnal Kitchen. Il a été recruté deux jours avant que les Stooges ne quittent Détroit pour Los Angeles afin de participer à l'enregistrement de leur second album Fun House. Steve Mackay a également participé à la tournée du groupe jusqu'en octobre 1970.
En 2003, Steve Mackay a rejoint la reformation des Stooges à l'occasion du premier concert du groupe depuis 35 ans, au Coachella Valley Music and Arts Festival, et il continue à tourner avec eux jusqu'à sa mort en octobre 2015. Il apparaît sur le DVD Live in Detroit, l'album live Telluric Chaos ainsi que les deux albums enregistrés en, studio The Weirdness (2007) et Ready To Die  (2013).

#### Autres collaborations
Pendant les dix années suivantes, Mackay a continué à jouer avec divers musiciens underground : Violent Femmes, Snakefinger, Commander Cody, Smegma, Zu, Andre Williams, The Moonlighters, Clubfoot Orchestra.
Au début des années 90, Mackay a rejoué au sein de Carnal Kitchen, en compagnie de son épouse du moment Annie Garcia-Mackay, une chanteuse et bassiste de blues.
Au cours des années 90, Mackay s'est fait plus discret et s'est installé près de San Francisco pour commencer une carrière d'électricien. De nombreuses personnes ont alors pensé qu'il était mort. En 2000, la page internet biographique des Stooges sur les sites de MTV, VH1, et Rolling Stone annonçait à tort sa disparition à la fin des années 70. L'origine de cette rumeur est inconnue, mais même le journaliste de rock Nick Kent l'a relayée. C'est Scott Nydegger, du label Radon, qui a finalement rétabli la vérité en contactant Mackay et en organisant la sortie de son premier album solo.
Radon a sorti le single Death City en 1999, et Mackay a commencé à jouer et enregistrer régulièrement en compagnie de musiciens associés au label. La première véritable tournée de Steve Mackay avec le Radon Ensemble a été lancée en 2003. Le groupe était constitué majoritairement de percussionnistes :  le batteur et leader Scott Nydegger (Sikhara), le batteur Sam Lohman (Nimrof 36), le multi-instrumentiste Travis McAlister (Nequaquam Vacuum), le percussionniste et vocaliste Noah Mickens (en) (Nequaquam Vacuum) ainsi que le bassiste Marlon Kasberg (Liquorball). D'autres musiciens qui ont joué ou enregistré avec le Radon Ensemble depuis 2003 incluent : les multi-instrumentistes Tyler Armstrong, Kamilsky et Dan Kauffman, Ed Cooper, les bassistes Giovanni Donadini et Jason LaFarge, Nyko Esterle, les saxophonistes Vinnie Paternostro, Fabrizio Modonese-Polumbo, Frank Pullen, Shane Pringle, Suzanne Thorpe (Mercury Rev), John Wiese (en) (Bastard Noise) et le batteur Ed Wilcox.
Mackay a joué sur deux albums des Violent Femmes : Hallowed Ground and The Blind Leading the Naked.
Radon a sorti plusieurs albums sur lesquels apparaissent Steve Mackay : 30 Years of Service (Smegma), Michigan and Arcturus (2006, album solo), Tunnel Diner (The Radon Ensemble), Live 2004 (2008, Smegma with Steve Mackay and Jello Biafra), En Voyage (compilation de vieilles démos), Popular Electronic Uzak, You've Got Your Orders 3 et Multiball Magazine Issue 2 (compilations).
En 2006, le Steve Mackay Ensemble s'est produit à la radio et s'est embarqué dans une tournée américaine et européenne. Mackay a continué à collaborer avec les membres du Clubfoot Orchestra, notamment lors des soirées organisées au Bay Area Boat Club.
En 2011, Radon et SOOPA ont sorti le nouvel album de Steve Mackay Sometimes Like This I Talk (avec la participation de membres des Stooges dont Iggy Pop), ainsi que Machine Gun (U.S.S.) et North Beach Jazz (album solo avec la participation du bassiste Mike Watt.
En 2012, Steve Mackay a fait une apparition sur le titre C de l'album Titans, du groupe portugais de stoner-psychedelic Black Bombaim.
En 2014, Steve Mackay a joué sur la chanson A Higher Price To Pay du groupe français de rock The Meredith Hunters. Il a également donné une série de concerts avec Bunktilt et les Violent Femmes. Il participe également à plusieurs concerts en france aux côtés de Koonda Holaa.